# خوان دييغو كاسترو فرنانديز
خوان دييغو كاسترو فرنانديز (بالإسبانية: Juan Diego Castro)‏ هو سياسي كوستاريكي، ولد في 1901 في كوستاريكا. حزبياً، نشط في حزب التحرير الوطني ‏.